# Metopoceras canroberti
Metopoceras canroberti là một loài bướm đêm thuộc họ Noctuidae. Nó được tìm thấy ở Maroc, Yemen, Algérie và miền đông Châu Phi.
Sải cánh dài khoảng 26 mm.